# 산 마르티노 국립박물관

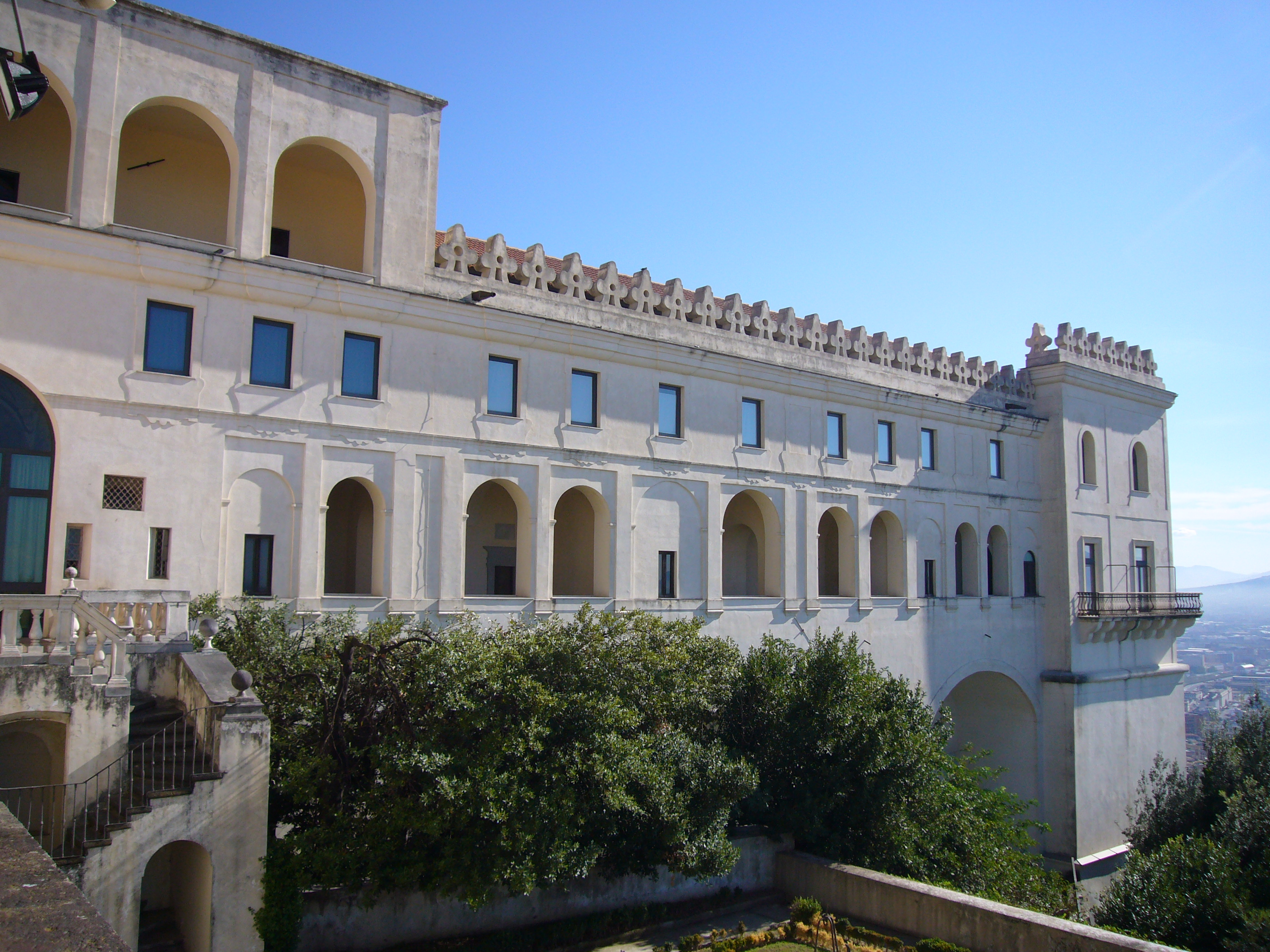
산 마르티노 국립박물관

산 마르티노 국립박물관(이탈리아어: Museo nazionale di San Martino)은 이탈리아 나폴리의 박물관이다. 산 마르티노 수도원을 현재 박물관으로 사용하고 있는 것이다.